# Tipula (Pterelachisus) mutiloides
Tipula (Pterelachisus) mutiloides is een tweevleugelige uit de familie langpootmuggen (Tipulidae). De soort komt voor in het Palearctisch gebied.